# Curitibanos (microregio)
Curitibanos is een van de 20 microregio's van de Braziliaanse deelstaat Santa Catarina. Zij ligt in de mesoregio Serrana en grenst aan de microregio's Campos de Lages, Rio do Sul, Canoinhas, Joaçaba en Sananduva (RS). De microregio heeft een oppervlakte van ca. 6.506 km². In 2006 werd het inwoneraantal geschat op 125.048.
Elf gemeenten behoren tot deze microregio:
- Abdon Batista
- Brunópolis
- Campos Novos
- Curitibanos
- Monte Carlo
- Ponte Alta
- Ponte Alta do Norte
- Santa Cecília
- São Cristóvão do Sul
- Vargem
- Zortéa

Mesoregio's: Grande Florianópolis · Norte Catarinense · Oeste Catarinense · Serrana · Sul Catarinense · Vale do Itajaí

Microregio's: Araranguá · Blumenau · Campos de Lages · Canoinhas · Chapecó · Concórdia · Criciúma · Curitibanos · Florianópolis · Itajaí · Ituporanga · Joaçaba · Joinville · Rio do Sul · São Bento do Sul · São Miguel do Oeste · Tabuleiro · Tijucas · Tubarão · Xanxerê